# Orvasca bicolor
Orvasca bicolor är en fjärilsart som beskrevs av Franciscus J.M. Heylaerts 1892. Orvasca bicolor ingår i släktet Orvasca och familjen tofsspinnare. Inga underarter finns listade i Catalogue of Life.